# بروکلین، شهرستان وتزل، ویرجینیای غربی
بروکلین (به انگلیسی: Brooklyn) یک منطقهٔ مسکونی در ایالات متحده آمریکا است که در شهرستان وتزل، ویرجینیای غربی واقع شده‌است. بروکلین ۱۹۲٫۰۳ متر بالاتر از سطح دریا واقع شده‌است.